# 堺市立浅香山小学校
堺市立浅香山小学校（さかいしりつ あさかやま しょうがっこう）は、大阪府堺市堺区にある公立小学校。

## 沿革
現在の校区にあたる地域は太平洋戦争終戦直後まで堺市立錦綾小学校の校区に属していた。錦綾小学校区で宅地開発がおこなわれ、それに伴って地域の児童数が増加したことに伴い、錦綾小学校校区東部を分離して新設校を設置する計画が具体化した。
1949年11月10日に現在地の校地を取得し、1950年8月20日付で堺市立浅香山小学校が設置された。
2学期が始まる1950年9月1日付で、5年生以下の児童が錦綾小学校より移籍する形で、堺市立浅香山小学校が開校した。校舎建設工事が間に合わず、当初の1ヶ月ほどは錦綾小学校内に仮校舎を置いた。
1950年11月6日より現在地での教育活動を開始している。

### 年表
- 1949年11月10日 - 校地を買収。
- 1950年8月20日 - 堺市立浅香山小学校を設置。
- 1950年10月1日 - 堺市立浅香山小学校が開校。
- 1950年11月6日 - 新築校舎完成し、現在地に移転。
- 1953年 - 堺市立学校で初めて、曲面黒板を導入。
- 1955年4月2日 - 学校緑化功労者として、大阪府緑化推進委員会より表彰を受ける。
- 1956年6月30日 - 給食調理場設置。
- 1963年11月15日 - 講堂設置。
- 1965年 - 標準服を制定。
- 1982年6月22日 - 25メートルプール設置。
- 1990年11月30日 - 観察池と藤棚の設置。
- 1997年3月31日 - コンピューター室とその準備室の設置。

2012年4月-新しい給食調理室を設置

## 通学区域
- 堺市堺区 香ヶ丘町、今池町、浅香山町、東雲西町2丁-4丁。
- 卒業生は堺市立浅香山中学校に進学する。

## 著名な出身者
- ブー藤原 - お笑い芸人グループ超新塾メンバー[1]

## 交通
- 南海高野線 浅香山駅 南東へ約600m。
- JR阪和線 浅香駅 西へ約900m。